# ایمی‌پنم/سیلاستاتین
ایمی‌پنم/سیلاستاتین(به انگلیسی: Imipenem/cilastatin) که با نام تجاری Primaxin و دیگر نام‌ها فروخته می‌شود، یک آنتی بیوتیک مفید برای درمان انواعی از عفونت‌های باکتریایی است. این دارو به صورت ترکیبی از ایمی‌پنم و سیلاستاتین است و به طور خاص از آن برای درمان ذات الریه، سپتیسمی ، التهاب درون‌شامه قلب ، عفونت‌های مفصلی ، عفونت‌های داخل شکمی و عفونت‌های ادراری استفاده می‌شود. این دارو از راه تزریق وریدی یا ماهیچه‌ای تجویز می‌شود.
عوارض جانبی رایج شامل تهوع، اسهال و درد در محل تزریق است. عوارض جانبی دیگر ممکن است شامل انتروکولیت با غشای کاذب و واکنش‌های آلرژیک از جمله آنافیلاکسی باشد. هنوز مشخص نیست که آیا استفاده در دوران بارداری برای کودک بی خطر است یا خیر. ایمی‌پنم در خانواده داروهای کارباپنم قرار دارد و با دخالت در عملکرد دیواره سلولی باکتری‌ها اثر می‌کند. سیلاستاتین نیز یک مهارکننده دهیدروپپتیداز I است که از تجزیه ایمی‌پنم جلوگیری می‌کند. 
ایمی‌پنم/سیلاستاتین برای اولین بار در سال ۱۹۸۷ به بازار عرضه شد. این دارو در فهرست داروهای ضروری سازمان بهداشت جهانی، ایمن‌ترین و موثرترین داروهای مورد نیاز در یک سیستم بهداشتی است.